# Aleksandr Czechirkin
Aleksandr Konstantinowicz Czechirkin (ros. Александр Константинович Чехиркин; ur. 13 marca 1986 roku) – rosyjski zapaśnik walczący w stylu klasycznym. Olimpijczyk z Tokio 2020, gdzie zajął siódme miejsce w kategorii 77 kg. Złoty medalista mistrzostw świata w 2018 roku. 
Triumfator mistrzostw Europy w 2014. Mistrz igrzysk europejskich w 2019. Drugi w Pucharze Świata w 2015 i siódmy w 2013. Pierwszy na Światowych Igrzyskach Sportów Walki w 2013.Wicemistrz Europy juniorów w 2006. Mistrz Rosji w 2009, 2017, 2018 i 2020; drugi w 2005, 2006, 2013, 2015, 2021 i 2022; trzeci w 2010, 2011 i 2016 roku.
Zdobył wicemistrzostwo świata w 2017 w kategorii 75 kg, ale został zdyskwalifikowany i pozbawiony medalu z powodu dopingu
.